# Kościół Przemienienia Pańskiego w Velichovkach
Kościół Przemienienia Pańskiego w Velichovkach (cz. Kostel Proměnění Páně ve Velichovkách) – zabytkowy kościół katolicki zlokalizowany w Czechach, w Velichovkach (powiat Náchod, kraj hradecki).

## Historia
Jednonawową otynkowaną świątynię w stylu renesansowym ufundował (prawdopodobnie jako utrakwistyczną) Hanibal z Valdštejna w 1616. Komleks złożony z kościoła, kostnicy, cmentarza, fugury św. Jana Nepomucena, ogrodzenia i kamienia pojednania położony jest na górce, która dominuje nad wsią. Projektantem obiektu był prawdopodobnie Carlo Valmadi, architekt i budowniczy w służbie Wallensteinów. W 1643 kościół został ograbiony przez Szwedów. W 1652 doszło tu do zbiorowego nawrócenia się 28 osób na wiarę rzymskokatolicką. Po 1760 Josef Kryštof Mladota wraz z żoną Heleną z Taglerów odrestaurował wnętrze w stylu rokokowym. W 1848 zlikwidowano starą drewnianą dzwonnicę (w jej miejscu zasadzono dwie lipy) i dostawiono do świątyni murowaną wieżę. W 1903 posadowiono zegar wieżowy. W 1934 wnętrze odnowiono i zelektryfikowano. Od 10 marca 1964 obiekt zyskał status zabytku. W 2009 naprawiono ołtarz, a w latach 2015-2016 uruchomiono ponownie zegar na wieży. 

## Architektura i wyposażenie

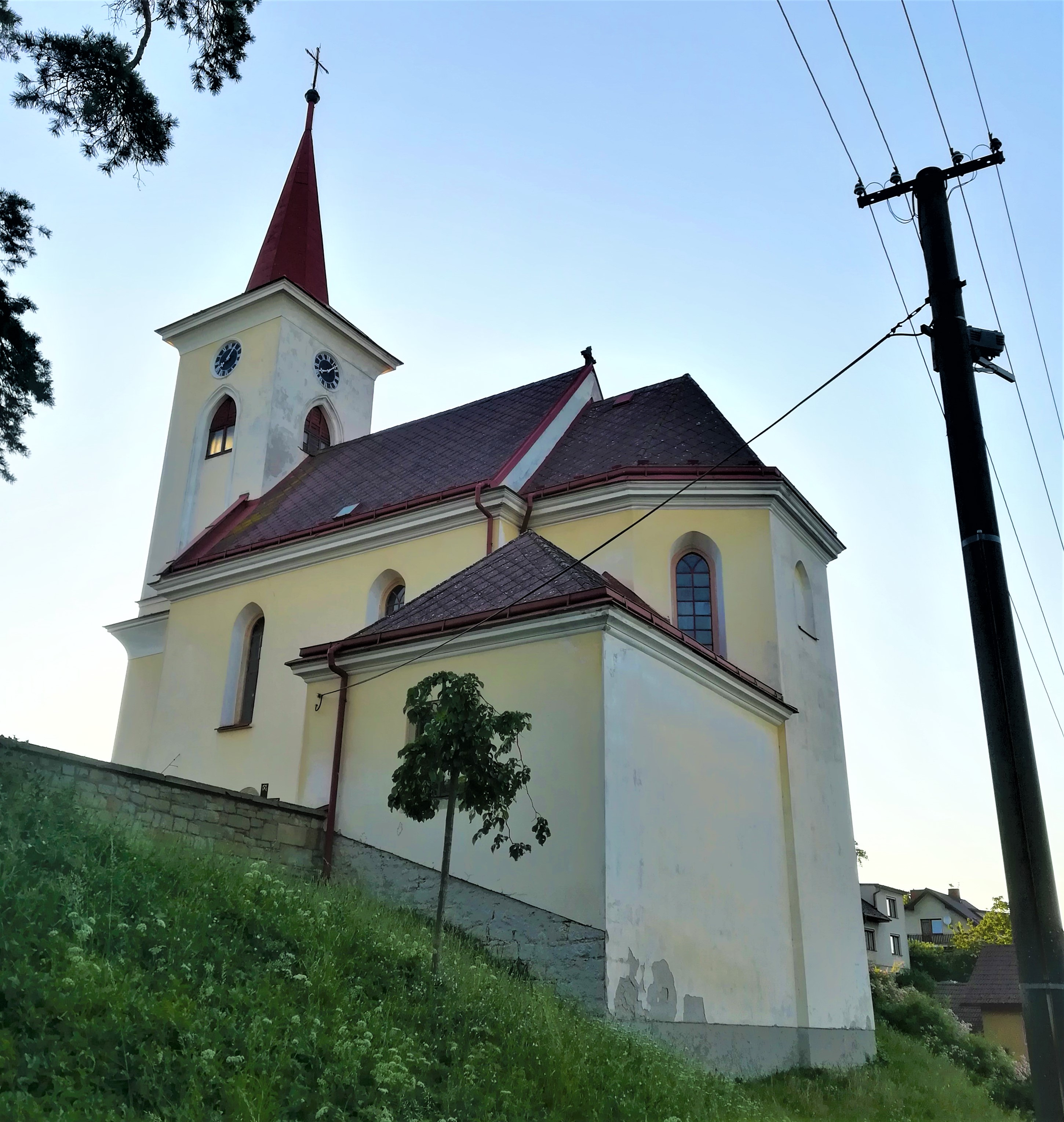
Widok od strony prezbiterium
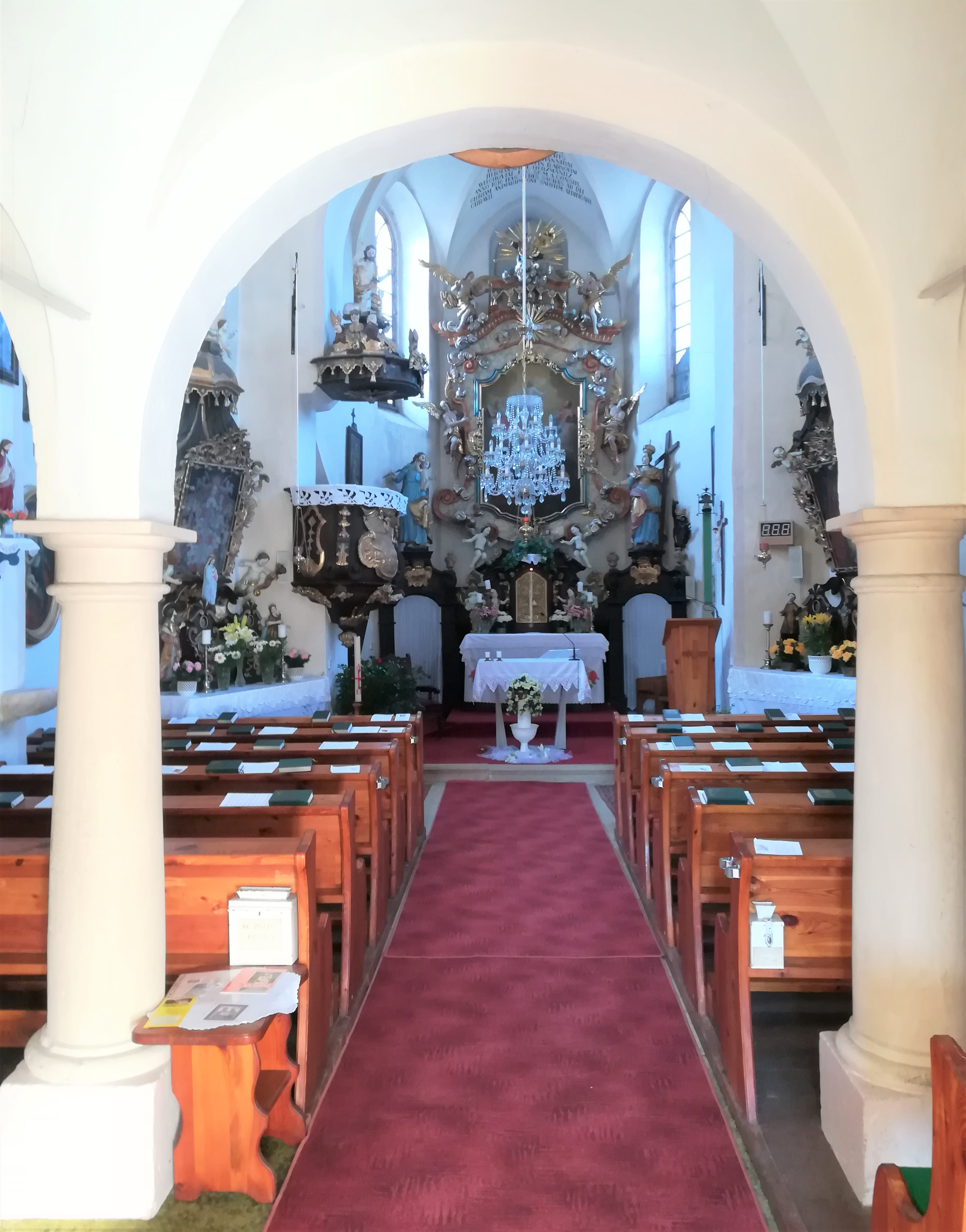
Wnętrze z ołtarzem
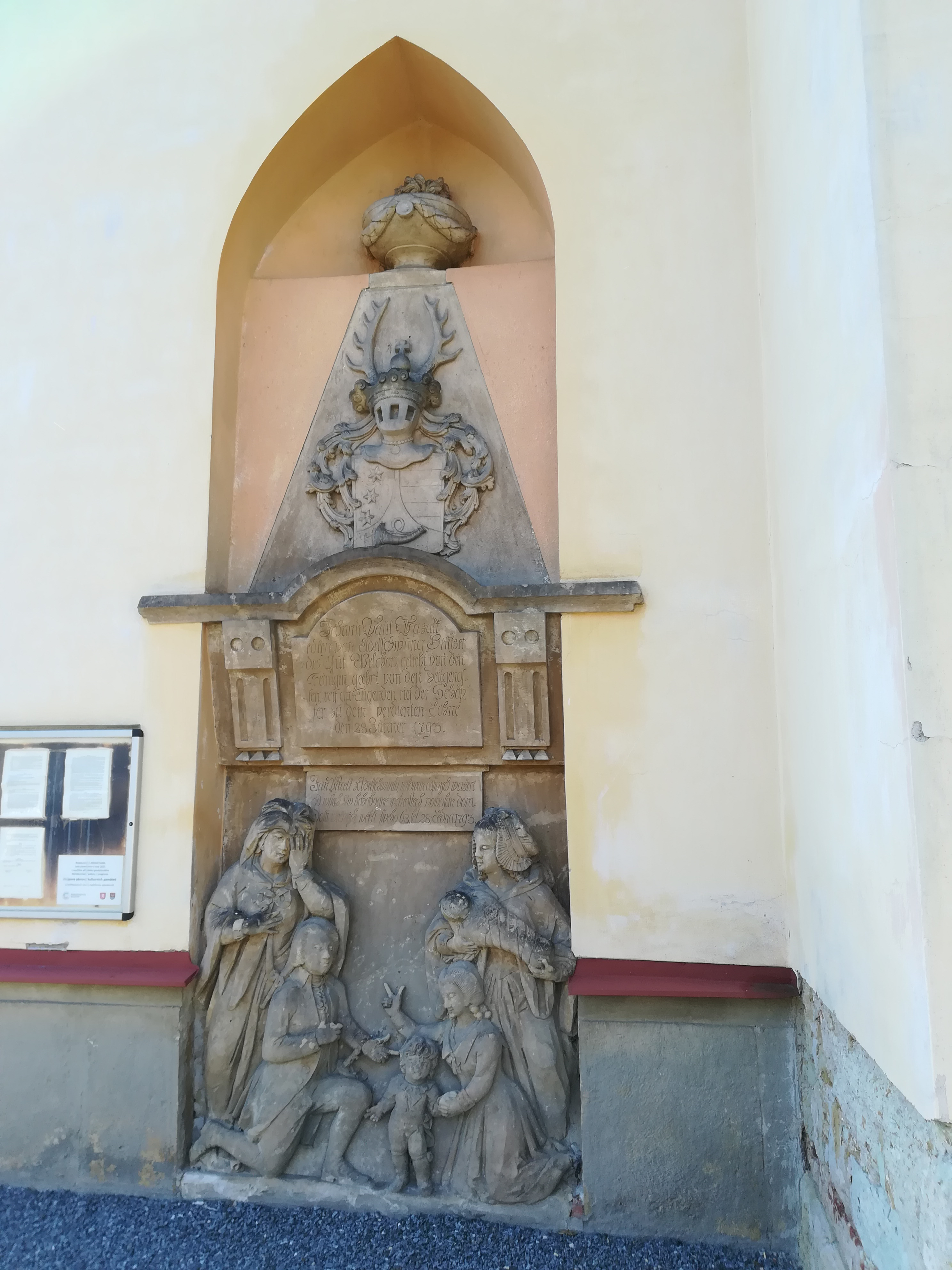
Epitafium przy wieży

Obiekt jest renesansowy, jednonawowy, otynkowany, kryty dachem czterospadowym, z zakrystią przybudowaną od południa do prezbiterium. Od zachodu znajduje się późnogotycki ostrołukowy portal z piaskowca. Nad portalem znajduje się okrągłe okno. Od północy znajduje się portal z kamiennym, profilowanym obramieniem. Prezbiterium jest zamknięte pięciobocznie i jest sklepione krzyżowo. Na sklepieniu wymalowany jest orzeł cesarski z czeskim lwem na piersi i hebami szlacheckimi po bokach. W kościele znajdują się nagrobki rodów z Hustířan.
Ołtarz główny w ramie jest rokokowy, z posągami św. Józefa i św. Heleny na górze oraz obrazem (1765) Przemienienia Pańskiego na górze Tabor. Nad nim wznosi się baldachim i figura Boga Ojca. W ołtarzach bocznych znajdują się obrazy Matki Boskiej i motyw "Ecce homo" z drugiej połowy XVIII wieku. Obraz "Ecce homo" stanowi kopię dzieła Rubensa. Ambona z płaskorzeźbą Jonasza pochodzi z połowy XVIII wieku. 
W wieży wiszą obecnie dwa dzwony. Pierwotnie było ich więcej. Część z nich została skonfiskowane podczas I wojny światowej, a potem też przez niemieckich okupantów 9 kwietnia 1942. W wieży zachowany jest rysunek pruskiego żołnierza, który namalował gliną austriackiego myśliwego, podczas działań wojny prusko-austriackiej w 1866. Po południowej stronie wieży, w niszy, znajduje się kamienne epitafium z napisami: "Johann Paul Pazalt edlen von Adelschwung Besitzer des Gut Welchow geliebt von den Seinigen geehrt von den Zeitgenossen reif an Tugenden ruf der Schöpfer zu dem verdienten Lohne den 28 Jänner 1793. Jan Pacalt z Adelschwuntu milován od swych wazen od wssech ziw bohabogne w ctnostech powolan do radosti wěčnych wěku sweho 68 let, 28 ledna 1793".

## Organy
Organy zostały zbudowane w 1791 przez Vojtěcha Schreyera z Kuksu. Remontowano je w 1833, (Václav Kunz), 1848 (Amand Kunz z Josefova), 1905 (Josef Kobrle), 1936 (Josef Václavek z Malšovic wraz z organistą Studenym), 1959 (Vondráčkowie z Čáslavi), 1972 (Jan Šrám i Jan Karel), 1982 oraz w latach 1995–1996, 2000, 2004 i 2005 (František Nožina).

## Otoczenie
W pobliżu kościoła znajduje się rzeźba św. Jana Nepomucena z 1760 oraz płaskorzeźbiony kamienny krzyż, który został przeniesiony w to miejsce w czerwcu 1908 (wcześniej stał przy drodze prowadzącej do Jaromierzy). Prawdopodobnie był to dawniej kamień graniczny, który wytyczał granicę posiadłości Velichovek z ziemiami jezuitów z Žirča. 

## Turystyka
Przy kościele przechodzi  niebieski szlak pieszy Velichovky – Černožice oraz trasa rowerowa KČT nr 4252 zwana Betlejemską.